# Plebejus delattini
Plebejus delattini är en fjärilsart som beskrevs av George Christoffel Alexander Junge 1971. Plebejus delattini ingår i släktet Plebejus och familjen juvelvingar. Inga underarter finns listade i Catalogue of Life.